# Bloedgroepantigeen
Bloedgroepantigenen zijn eiwitten op de buitenkant van rode bloedcellen. Deze antigenen bepalen de bloedgroep. Er zijn meer dan 400 bloedgroepantigenen geïdentificeerd.
De bepaling van de bloedgroepantigenen is belangrijk bij bloedtransfusies. Door het nauwkeurig bepalen van de comptabiliteit van het bloed van de donor en de ontvanger kan voorkomen worden dat het lichaam antistoffen gaat produceren tegen het ontvangen bloed. De, voor bloedtransfusies, belangrijkste antigenen zijn het AB0-systeem en de resusfactor.
Andere bloedgroepen zijn de kell-, duffy-, lutheran-, kidd-, MNS-, lewis-, P-, Xg-, colton- en diegobloedgroep.
Mensen van Europese origine zijn meestal duffypositief. Duffynegatieve mensen zijn vaak van Afrikaanse origine. Iemand zonder het duffyantigeen is erg allergisch voor duffypositief bloed.